# Puig Margall
El Puig Margall és una muntanya de 436 metres que es troba al municipi del Port de la Selva, a la comarca catalana de l'Alt Empordà.